# Biserica fortificată din Merghindeal
Biserica evanghelică fortificată din Merghindeal, județul Sibiu, a fost construită în secolul XIII. Figurează pe lista monumentelor istorice 2010, cod LMI SB-II-a-A-12458, cu următoarele obiective:
- cod LMI SB-II-a-A-12458.01 - Biserica evanghelică fortificată, secolul XIII, cca. 1500 (fortificare), 1803 (modificări);
- cod LMI SB-II-a-A-12458.02 - Incintă fortificată, cu turnuri, secolul XVI;

## Localitatea
Merghindeal (în dialectul săsesc Märjeln, Maerjln, în germană Mergenthal, Mergeln, Märgeln, Merglen, Mergental, Marienthal, în trad. "Valea Mariei", colocvial Mergeln, în maghiară Morgonda) este satul de reședință al comunei cu același nume din județul Sibiu, Transilvania, România.
Merghindeal se numea în limba germană, la data atestării sale, Mergenthal sau Marienthal, în ungurește Morgonda și însemna Valea Mariei. În anul 1910, localitatea avea 1204 locuitori și în 1995 doar 41, motiv pentru care slujba la biserică este ținută de preotul din Dealu Frumos.

## Biserica
Localitatea Merghindeal este atestată pentru prima oară în anul 1336 și biserica a fost construită în a doua jumătate a secolului al XIII-lea. Stilul arhitectonic al ei poate fi întâlnit și la Homorod, Veseud, Bruiu și Dealu Frumos, el fiind tipul cel mai simplu de biserică reduit. Clopotnița bisericii este izolată de corpul bazilical, ea fiind localizată în turnul masiv situat în partea de vest a locașului de cult. Turnul a fost consolidat, îngroșat substanțial la nivelul primului nivel și a fost întărit prin intermediul unei galerii prevăzută cu un parapet de lemn. Turnul are trei etaje, la nivelul trei existând un coridor de apărare din lemn situat imediat sub acoperișul piramidal. De asemenea la fiecare etaj turnul este prevăzut cu metereze, deschideri înguste cu rol defesiv. Corul a fost înglobat în zidăria masivă pe cinci nivele, ultimele trei având metereze dreptunghiulare înguste.
Privind monumentul din partea dinspre sud, aspectul exterior se prezintă sub forma unei bazilici, în partea de nord având aspectul schimbat din cauza modificărilor la care a fost supusă construcția. Acest lucru poate fi înțeles datorită faptului că nava centrală cât și cea colaterală are același acoperiș. La interior, în turnul de vest, se află situată tribuna, ea fiind deschisă spre nava centrală de unde se pot observa bolți construite recent pe structura navelor laterale. Corul este sub formă de boltă în cruce, arcul triumfal fiind semicircular. Peretele nordic al navei centrale are cinci ferestre romanice. Intrarea în biserică se face dinspre nord și dinspre sud prin intermediul a două uși simetrice adăpostite de porticuri.
În nava colaterală sudică, pe peretele de est există inscripția:
„Anno 1600 ist dieses Gotteshaus von Michael Waida verwustet. Anno 1773 eine vollige neue Verbesserung. Glucklich vollendet und anno 1803 Stockatiert woeden.”
Inițial altarul era prevăzut cu șapte statui care reprezentau îngeri (dintre care doi purtători de instrumente muzicale) și pe Ioan Evanghelistul și Fecioara Maria. Astăzi mai există doar una, cea a lui Isus răstignit din centrul altarului aflată în stare avansată de degradare. De-a lungul timpului cele șapte statui ale altarului au fost furate.

## Fortificația
Fortificția prezintă o formă trapezoidală, lată de 17 metri și lungă de 37 metri, ea având zidul de sud întărit la colțurile de sud - vest și sud - est cu câte un turn. Inițial, fortificația avea patru turnuri din care s-au păstrat doar două. Ultimele faze ale construcției s-au petrecut probabil în secolul al XVI-lea, biserica fiind devastată la scurt timp de armata lui Mihai Viteazu așa cum rezultă din inscripția interioară. Ca urmare a distrugerilor, ansamblul bisericii evanghelice din Merghindeal a necesitat renovări succesive în anii 1634, 1732, 1773, 1803 și 1958.
Incinta fortificației are asemănări privind forma și a modului de întărire a zidurilor cu turnuri de colț, cu fortificațiile din Homorod, Biertan, Șeica Mică, Moșna și Ațel.

## Galerie de imagini

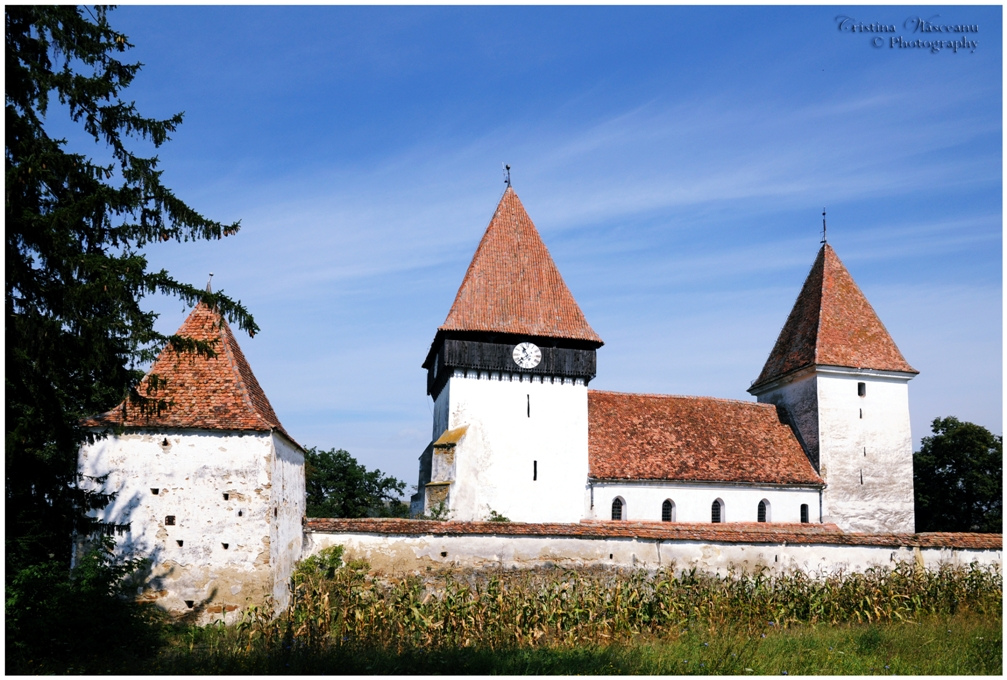
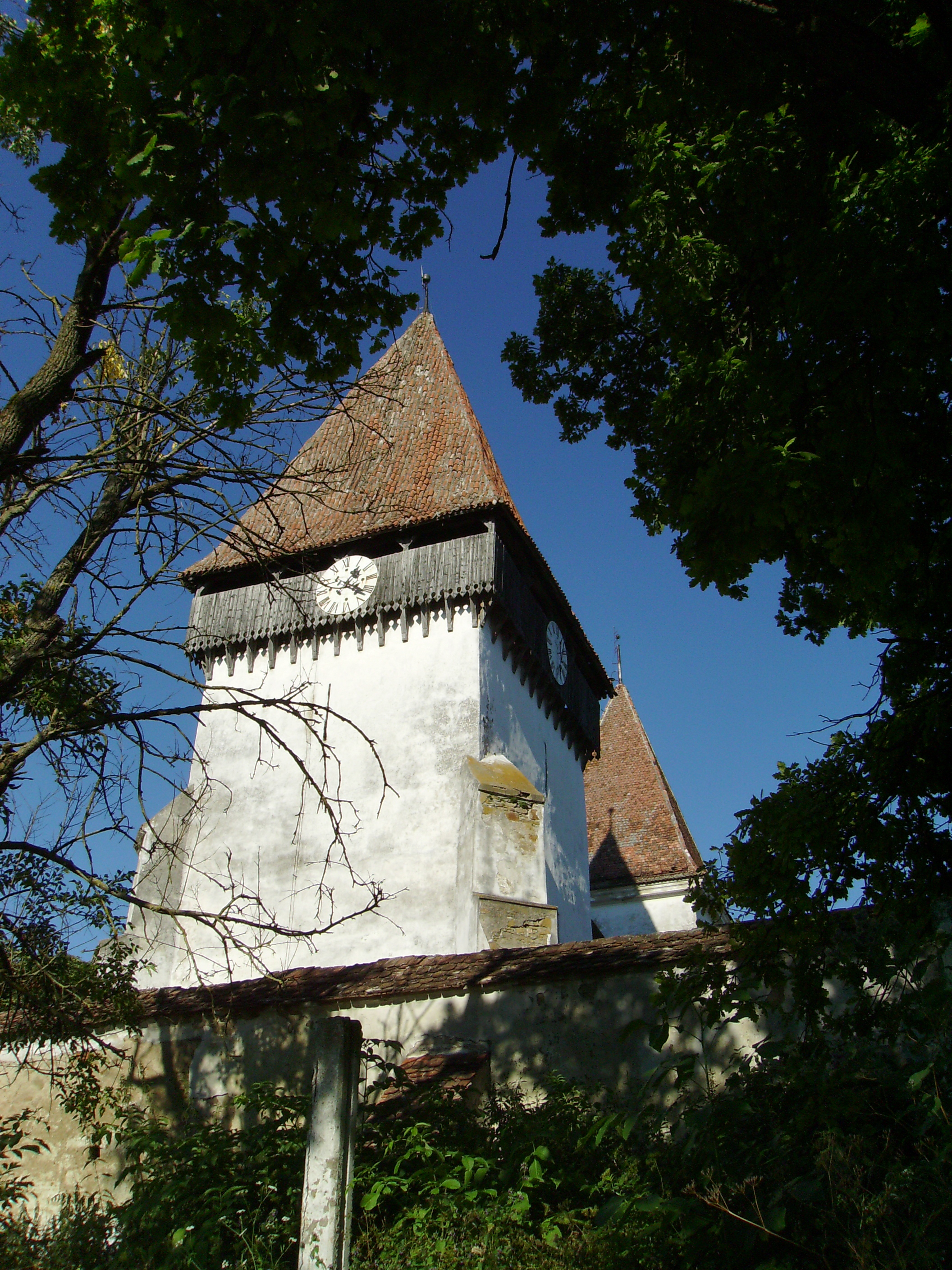
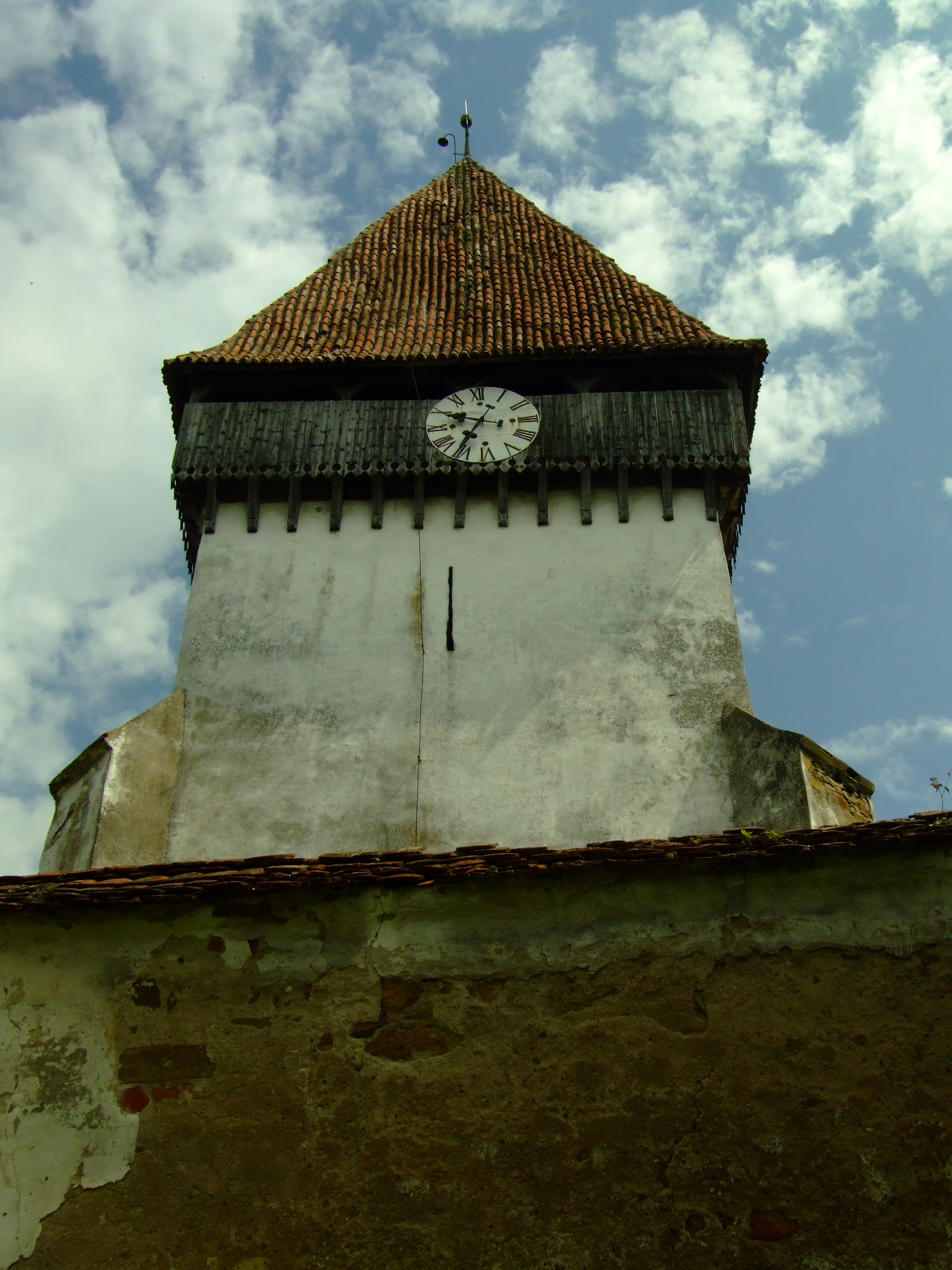
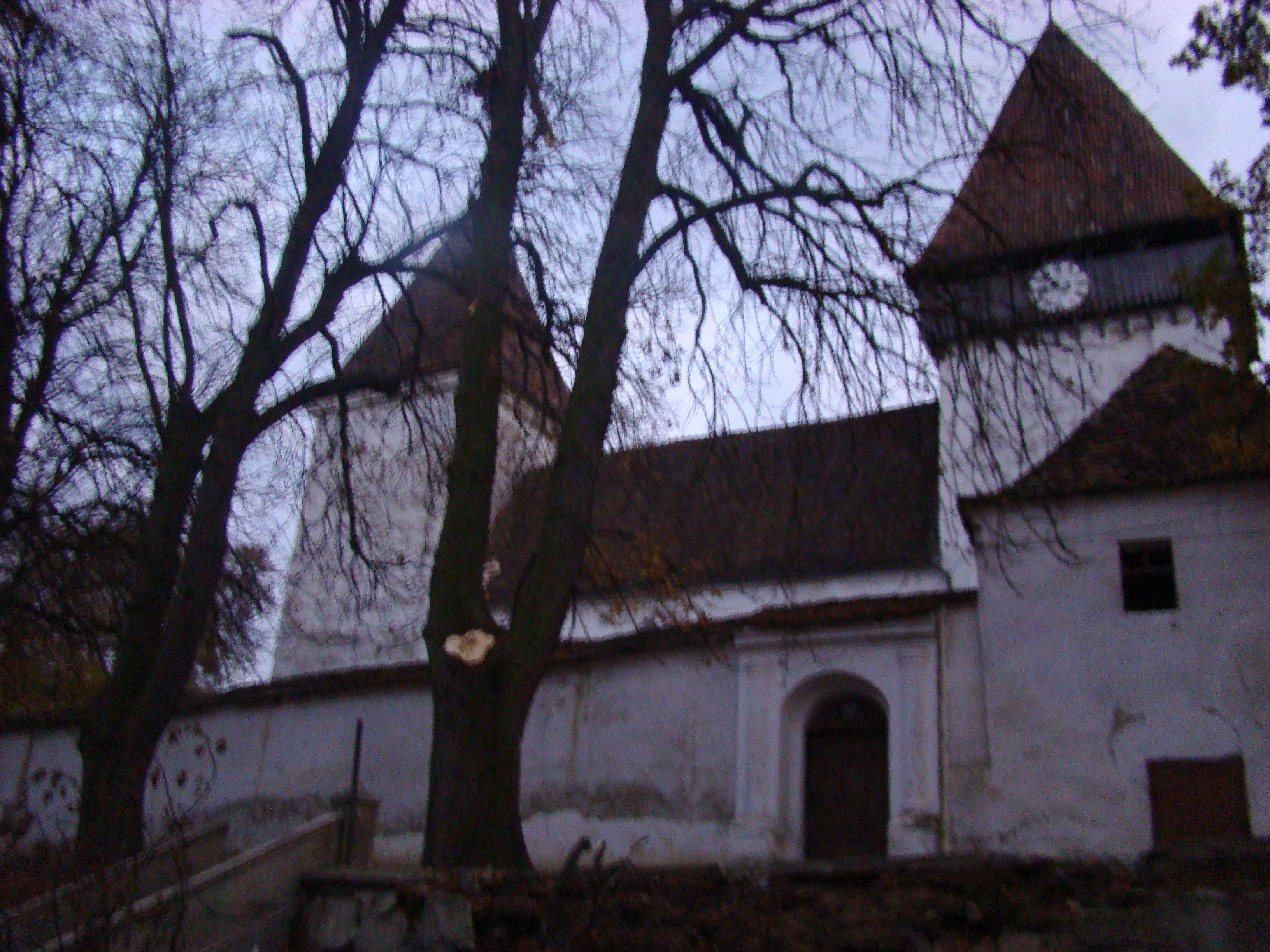